# Brad Davison
Brad Davison (Maple Grove (Minnesota), 22 de abril de 1999) es un baloncestista estadounidense que pertenece a la plantilla del Obradoiro Club de Amigos del Baloncesto de la Liga Española de Baloncesto Oro. Con 1,93 metros de estatura, juega en la posición de escolta.

## Trayectoria deportiva
Es un escolta formado en la Maple Grove Senior High School de su ciudad natal hasta 2017, cuando ingresó en la Universidad de Wisconsin-Madison, situada en Madison (Wisconsin), donde jugaría durante cinco temporadas la NCAA con los Wisconsin Badgers, desde 2017 a 2022.
El 2 de agosto de 2022, Davison firmó con BC Nevėžis de la Liga de Baloncesto de Lituania (LKL).  En su primera temporada profesional, Davison promedió 13,7 puntos, 3,5 rebotes, 3,4 asistencias y 1,5 robos en 35 partidos de la LKL jugados.
El 31 de agosto de 2023, firma por el Club Baloncesto Lucentum Alicante de la Liga Española de Baloncesto Oro.
El 13 de julio de 2024, firma por el Obradoiro Club de Amigos del Baloncesto de la Liga Española de Baloncesto Oro.